# Jan Svěrák
Jan Svěrák (Žatec, 6 de febrero de 1965) es un actor, productor y director de cine checo, de los más destacados desde la Revolución de terciopelo.
Hijo del conocido escritor Zdeněk Svěrák, estudió en la Academia de las Artes Escénicas de Praga. Ha recibido diversos premios, entre ellos el Óscar a la mejor película de habla no inglesa en 1997, el Globo de Oro, el Globo de Cristal y el Tokyo Grand Prix por Kolja.

## Filmografía
Actor
- Na vlastní nebezpecí (2008)
- Román pro zeny (2005)
- Rebelové (2001)
- Valka barev (1993)
- Nejistá sezóna (1988)
- Kulový blesk (1979)

Director
| Año  | Título original en checo | Título en inglés      | Director | Guionista | Notas                                                 |
| ---- | ------------------------ | --------------------- | -------- | --------- | ----------------------------------------------------- |
| 1988 | Ropáci                   | Oilgobblers           | Sí       | Sí        | Ganadora del Premio Óscar Estudiantil                 |
| 1991 | Obecná škola             | The Elementary School | Sí       | No        | Nominada al Premio Óscar                              |
| 1994 | Jízda                    | The Ride              | Sí       | Sí        | Ganadora del Globo de Cristal                         |
| 1994 | Akumulátor 1             | Accumulator 1         | Sí       | Sí        |                                                       |
| 1996 | Kolja                    | Kolya                 | Sí       | No        | Ganadora de varios premios incluyendo el Premio Óscar |
| 2001 | Tmavomodrý svět          | Dark Blue World       | Sí       | No        | También participa como actor                          |
| 2004 | Tatínek                  | Daddy                 | Sí       | No        |                                                       |
| 2007 | Vratné lahve             | Empties               | Sí       | No        |                                                       |
| 2010 | Kuky se vrací            | Kooky                 | Sí       | Sí        | [ 3 ]                                                 |
| 2014 | Tři bratři               | Three Brothers        | Sí       | No        |                                                       |
| 2017 | Po strništi bos          | Barefoot              | Sí       | Sí        |                                                       |
| 2022 | Betlémské světlo         | Bethlehem Night       | Sí       | Sí        |                                                       |

## Premios y distinciones
Premio Óscar Estudiantil
| Año  | Categoría                             | Película | Resultado |
| ---- | ------------------------------------- | -------- | --------- |
| 1989 | Mejor película estudiantil extranjera | Ropáci   | Ganador   |

Premios Óscar
| Año  | Categoría                                       | Trabajo nominado | Resultado |
| ---- | ----------------------------------------------- | ---------------- | --------- |
| 1992 | Mejor película extranjera (de habla no inglesa) | Escuela primaria | Nominado  |
| 1997 | Mejor película extranjera (de habla no inglesa) | Kolya            | Ganador   |

Festival Internacional de Cine de Karlovy Vary
| Año  | Categoría        | Película  | Resultado |
| ---- | ---------------- | --------- | --------- |
| 1995 | Globo de Cristal | La vuelta | Ganador   |

Premios Globo de Oro
| Año  | Categoría                           | Película | Resultado |
| ---- | ----------------------------------- | -------- | --------- |
| 1996 | Mejor película en lengua no inglesa | Kolya    | Ganador   |

Festival Internacional de Cine de Venecia
| Año  | Categoría                                  | Película | Resultado |
| ---- | ------------------------------------------ | -------- | --------- |
| 1996 | Premio Luigi de Laurentis-Mención especial | Kolya    | Ganador   |

Festival Internacional de Cine de Tokio
| Año  | Categoría               | Película | Resultado |
| ---- | ----------------------- | -------- | --------- |
| 1996 | Tokyo Sakura Grand Prix | Kolya    | Ganador   |

Premios León checo
| Año  | Categoría      | Trabajo nominado | Resultado |
| ---- | -------------- | ---------------- | --------- |
| 1996 | Mejor director | Kolya            | Ganador   |
| 2001 | Mejor director | Dark Blue World  | Ganador   |
| 2007 | Mejor director | Empties          | Ganador   |